# Élections générales espagnoles de 1871
 (avril 2023).
Si vous disposez d'ouvrages ou d'articles de référence ou si vous connaissez des sites web de qualité traitant du thème abordé ici, merci de compléter l'article en donnant les références utiles à sa vérifiabilité et en les liant à la section « Notes et références ».
Les élections générales espagnoles de 1871 sont les élections à Cortès célébrées en Espagne le 8 mars 1871, au suffrage universel masculin.

## Présentation
Il s'agit des premières élections tenues pendant le bref règne d'Amédée Ier, faisant suite à l'approbation de la Constitution de 1869. Francisco Serrano Domínguez, successeur politique de Juan Prim après l'assassinat de ce dernier, exerce à l'époque les fonctions de président du Conseil des ministres. Profitant de la division existante entre les partisans de l'Ancien Régime ( carlistes, monarchistes isabellins, partisans libéraux de Ramón María Narváez ), le Parti progressiste de Manuel Ruiz Zorrilla, l'Union libérale du général Francisco Serrano et le Parti démocratique de Nicolás María Rivero se présentèrent ensemble, sous la direction de Serrano — formant une coalition semblable à celle des élections de 1869 —.
L'opposition était composée des républicains fédéralistes de Francisco Pi y Margall, des carlistes et du parti modéré d'Alejandro Mon. Au total, 391 députés furent élus, en plus des 11 de Porto Rico et des 18 de Cuba. Le progressiste Salustiano de Olózaga fut nommé président du Congrès des députés, remplacé le 6 octobre par Práxedes Mateo Sagasta. Le Président du Sénat était Francisco Santa Cruz.
Le gouvernement Serrano dura jusqu'au 24 juillet, date à laquelle il fut remplacé par Ruiz Zorrilla, qui le 5 octobre fut remplacé par José Malcampo, ce dernier l'étant à son tour le 12 décembre par Práxedes Mateo Sagasta, qui, compte tenu de la situation politique instable, convoqua de nouvelles élections en avril 1872.

## Composition du Congrès des députés
| Parti ou groupe | Parti ou groupe                                                                    | Siège | Différence | Chef                                              |
| --------------- | ---------------------------------------------------------------------------------- | ----- | ---------- | ------------------------------------------------- |
|                 | Coalition progressiste libérale (Parti progressiste, libérale, Parti démocratique) | 235   | 1          | Francisco Serrano y Domínguez                     |
|                 | Parti républicain démocrate fédéral                                                | 52    | 31         | Francesc Pi et Margall                            |
|                 | Communion catholico-monarchiste                                                    | 51    | 31         | Agustín Crespí de Valldaura y Caro, comte d'Orgaz |
|                 | Parti modéré                                                                       | 18    | 18         | Alejandro Mon y Menéndez                          |
|                 | Parti libéral-conservateur                                                         | 9     | 9          | Antonio Cánovas del Castillo                      |
|                 | Partisans du duc de Montpensier                                                    | 9     | 9          | Antoine d'Orléans, duc de Montpensier             |
|                 | Autre                                                                              | 17    | 9          |                                                   |
| Total           | Total                                                                              | 391   |            |                                                   |